# Andrea Longo (sciatore)
Andrea Longo (Cavalese, 16 novembre 1971) è un ex combinatista nordico, saltatore con gli sci e fondista italiano.

## Biografia
In Coppa del Mondo di combinata nordica esordì il 28 febbraio 1992 a Lahti (4°) e ottenne l'unico podio il 14 gennaio 1997 in Val di Fiemme (2°).
In carriera prese parte a due edizioni dei Giochi olimpici invernali, Lillehammer 1994 (44° nell'individuale, 11° nella gara a squadre) e Nagano 1998 (22° nell'individuale), e a 4 dei Campionati mondiali (6° nella gara a squadre a Falun 1993 il miglior risultato).
Tra il 1995 e il 1999 prese saltuariamente parte ad alcune gare della Coppa del Mondo di sci di fondo, esordendo il 13 dicembre 1995 a Brusson (53°) e ottenendo come miglior risultato un 43º posto; nel salto con gli sci gareggiò solo a livello nazionale.

## Palmarès

### Combinata nordica

#### Coppa del Mondo
- Miglior piazzamento in classifica generale: 15º nel 1996
- 1 podio (individuale):
  - 1 secondo posto

#### Campionati italiani
- 11 medaglie[1]:
  - 8 ori (nel 1995; nel 1996; nel 1997; nel 1999; nel 2000; nel 2001; nel 2002; nel 2003)
  - 2 argenti (nel 1994; nel 1998)
  - 1 bronzo (nel 1990)

### Salto con gli sci

#### Campionati italiani
- 2 medaglie[2]:
  - 1 oro (nel 2000)
  - 1 argento (nel 1996)

### Sci di fondo

#### Campionati italiani
- 1 medaglia[3]:
  - 1 oro (staffetta nel 1995)